# Моререшть (Вранча)
Моререшть, Моререшті (рум. Morărești) — село у повіті Вранча в Румунії. Входить до складу комуни Спулбер.
Село розташоване на відстані 153 км на північ від Бухареста, 33 км на захід від Фокшан, 105 км на захід від Галаца, 89 км на схід від Брашова.

## Населення
За даними перепису населення 2002 року у селі проживали 64 особи, усі — румуни. Усі жителі села рідною мовою назвали румунську.